# Bondskärets naturreservat
Bondskärets naturreservat är ett naturreservat som omfattar halvön Bondskäret i Östersjön i Tierps kommun i Uppsala län. Reservatet ligger bredvid Ängskärs naturreservat.
Området är naturskyddat sedan 1972 och är 151 hektar stort. Reservatet består av slåtterängar, hällmarkstallskogar, granskog, mindre kärr och frodiga lundar.